# National Guard of the United States
La National Guard of the United States (abbreviato in NG o NGUSA, in italiano Guardia Nazionale degli Stati Uniti d'America) è una forza militare di riservisti di ciascuno Stato federato degli Stati Uniti d'America e dei territori di Guam, Isole Vergini Americane, Porto Rico e Distretto di Columbia, per un totale di 54 organizzazioni separate. È composta da membri della National Guard militia degli Stati Uniti d'America o di unità militari che l'ordinamento federale USA riconosce in servizio attivo o inattivo per la nazione.
È una forza militare facente parte delle forze armate USA nonché collegata allo US Army e alla United States Air Force e di conseguenza è strutturata in due sotto-componenti: l'"Army National Guard of the United States" per l'esercito (US Army) e l'"Air National Guard of the United States" per la branca aeronautica USAF. È amministrata dal "National Guard Bureau", che è un organo derivante dalla cooperazione di più amministrazioni sotto il coordinamento del Dipartimento della difesa. La Guardia Nazionale è organizzata in unità di stanza in ciascuno dei 50 Stati, tre territori e Distretto di Columbia, e opera sotto il rispettivo governatore, che esercita il controllo attraverso gli aiutanti di Stato generali. La Guardia Nazionale può essere chiamata a svolgere un incarico attivo dai governatori per rispondere alle emergenze di protezione civile.
Le origini del corpo sarebbero da rintracciare dal nucleo delle milizie formatesi nelle tredici colonie dell'Impero britannico.

## Storia

### XVII secolo
Le origini del corpo risalirebbero al XVII secolo poiché alcuni reparti avrebbero ereditato le tradizioni di unità che già esistevano ai tempi della colonia di Massachusetts Bay (1630-1691); infatti il 13 dicembre 1636 la General Court of the Massachusetts Bay Colony aveva ordinato che alcune disperse compagnie di "militia" della colonia fossero organizzate in reggimenti (denominati Nord, Sud ed Est) con l'intento di migliorare l'affidabilità delle "militias" per il governo coloniale, l'efficacia e la capacità di reazione nei conflitti coi nativi americani della tribù dei pequots.
Per effetto di questo atto, i maschi di razza caucasica tra i 16 e i 60 anni erano obbligati a possedere armi e a concorrere alla difesa delle loro comunità partecipando a pattugliamenti notturni e addestramenti settimanali.

### XIX secolo
In occasione della visita del marchese Gilbert du Motier de La Fayette negli Stati Uniti, avvenuta nel 1824-25, il 2º battaglione dell'11th New York Artillery presentò gli onori militari in segno di benvenuto al generale francese. Per l'occasione l'unità decise di adottare il titolo di "National Guard," in omaggio alla "Garde Nationale de Paris" di cui era stato nominato capo lo stesso La Fayette il 15 luglio 1789. Il battaglione, che poi diverrà 7º reggimento, occupava una posizione di primo piano nella linea di marcia in occasione del passaggio finale di La Fayette per New York sulla via del ritorno in Francia.
Mentre prendeva nota dei reparti che gli erano noti dai vecchi tempi del suo comando, La Fayette balzò a terra dalla carrozza, passò tra i ranghi, abbracciando ogni ufficiale al suo passaggio. "National Guard" sarebbe divenuto il nome della militia statunitense.
Nell'800 l'esercito regolare era esiguo, e la militia fornì quindi il grosso delle truppe durante la guerra messico-statunitense, l'inizio della guerra di secessione americana e la guerra ispano-americana.

### XX secolo

#### Dalla costituzione formale alla seconda guerra mondiale

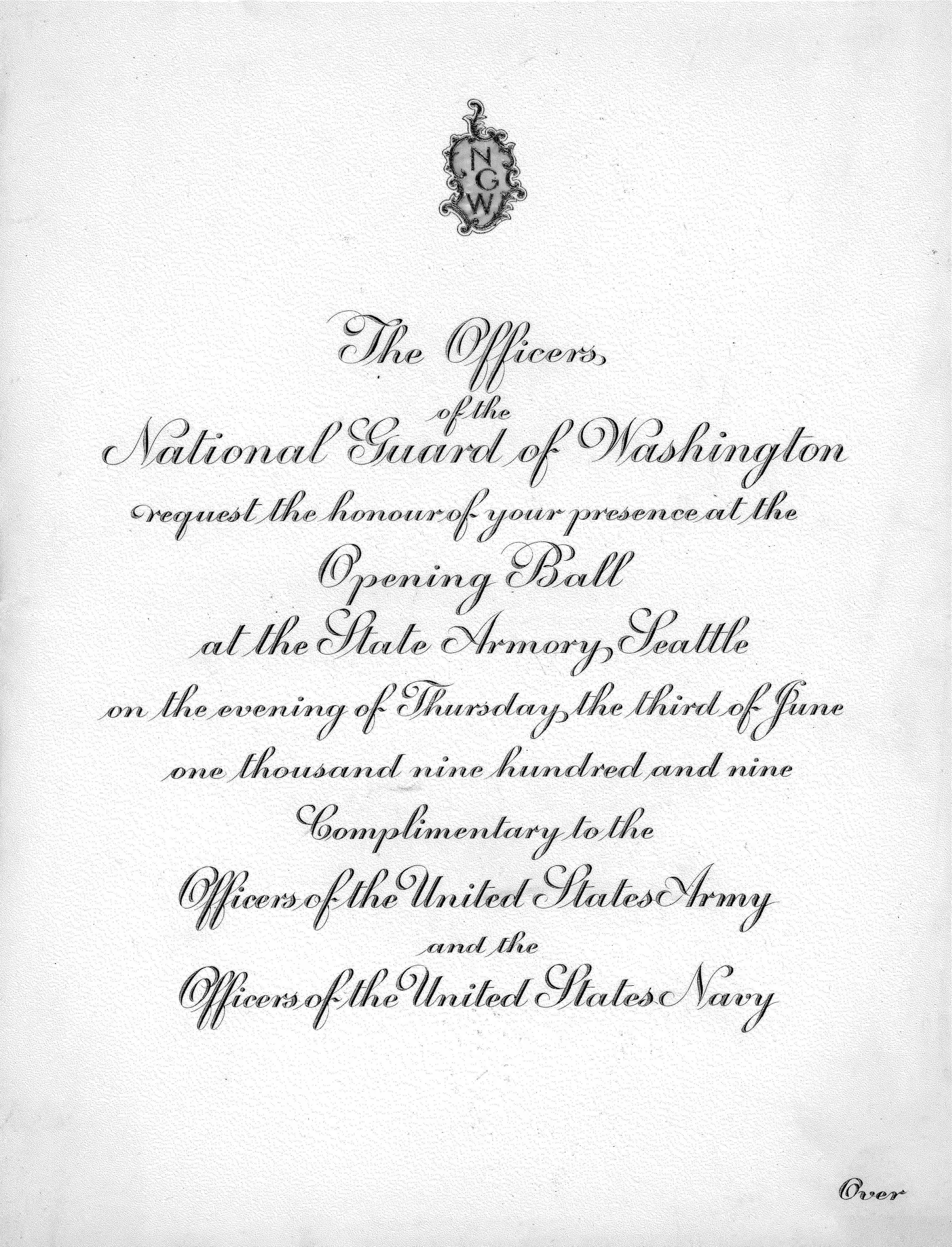
1909. Un invito della National Guard of Washington per una festa da ballo

Il Militia Act of 1903 diede la possibilità ai vari Stati federati di istituire proprie milizie statali per particolari necessità e organizzò le varie militias. Nel 1903, parte di queste vennero ridenominate National Guard, e organizzate come una forza di riserva militare per l'esercito. Queste truppe durante la prima guerra mondiale costituirono il 40% delle divisioni combattenti in Francia. La nascita ufficiale però avvenne solo nel 1916, con l'emanazione del National Defense Act of 1916.

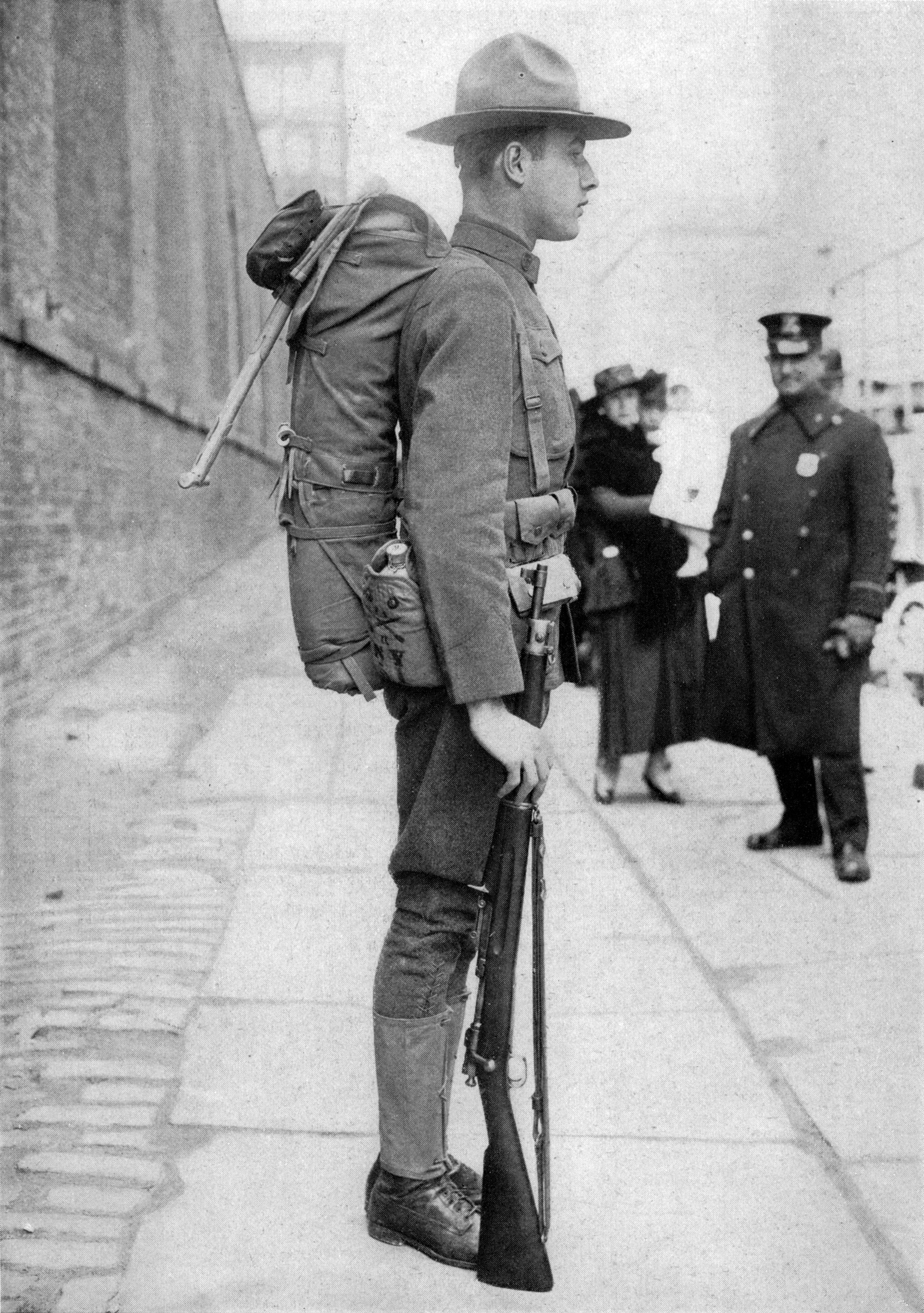
Un National Guardsman nel 1917

Così circa metà delle forze combattenti USA e circa un terzo di quelle di supporto erano costituite di reparti della NG. Durante la seconda guerra mondiale la NG mise in campo 19 divisioni. Centoquarantamila guardsmen furono mobilitati durante la guerra di Corea, mentre la Air National Guard, parte integrante della United States Air Force, fu istituita nel 1947. Dopo la conclusione del conflitto fu impegnata in tutti i maggiori teatri bellici che videro l'impegno diretto degli USA; più di 63 000 uomini furono impegnati nella guerra del Golfo e nelle operazioni di peacekeeping USA in Somalia, Haiti, Arabia Saudita, Kuwait, Bosnia, e Kosovo e inoltre in occasione di disastri nazionali, scioperi, scontri di piazza e per garantire la sicurezza dei Giochi olimpici quando si sono svolti negli Stati Uniti. In quest'epoca la NG consiste di 27 divisioni; 25 di fanteria e due corazzate, oltre ad aliquote di reparti minori.

#### Anni sessanta e settanta
La NG dello Stato di New York fu chiamata dal governatore Nelson Rockefeller per spegnere gli scontri razziali di Rochester del 1964 nel luglio del medesimo anno, il primo impiego del genere per la NG in una città degli Stati Uniti settentrionali. La NG della California fu mobilitata dal suo governatore Edmund Gerald "Pat" Brown, Sr. durante gli scontri di Watts nell'agosto del 1965 per assicurare la sicurezza e concorrere al ripristino dell'ordine.
Pochi anni dopo, furono inviati elementi dell'Ohio Army National Guard alla Kent State University dal governatore dello Stato, James Allen Rhodes, per soffocare le proteste contro la guerra del Vietnam che vi erano sorte e che culminarono tragicamente nella sparatoria della Kent State (4 maggio 1970), con un bilancio di quattro morti e nove feriti.
Il 2º Battaglione del 138th Field Artillery (Kentucky National Guard) fu comandato di servizio in Vietnam alla fine del 1968. Il suo compito era appoggiare la 101st Airborne Division delle forze regolari. La Batteria C di quel Battaglione subì 9 morti e 32 feriti quando le truppe dell'esercito nord-vietnamita espugnarono la Fire Base Tomahawk (19 giugno 1969).
Nel 1969, il governatore della California Ronald Reagan — che aveva dichiarato in campagna elettorale che avrebbe "sistemato la confusione" a Berkeley (gli studenti avevano infatti occupato un edificio, proclamando l'istituzione del People's Park) e che poche settimane dopo il suo insediamento fece licenziare il preside Clark Kerr, colpevole di non aver avuto la mano pesante con il Free Speech Movement— chiamò le truppe della Guardia Nazionale degli Stati Uniti. L'Università alla fine si arrese alle richieste degli studenti, ma non prima che una dozzina di persone fossero ferite, un poliziotto accoltellato, e uno studente ucciso.

#### Anni novanta
In conseguenza del "Bottom Up Review" e dei tagli alle forze armate concomitanti alla fine della guerra fredda, la forza di manovra della NG fu ridotta a otto divisioni (da dieci; la 26th Infantry Division e la 50th Armored Division furono consolidate negli Stati del Nord-est) e quindici brigate potenziate, che si supponevano pronte per l'impiego in combattimento, aumentando la forza attiva in 90 giorni.

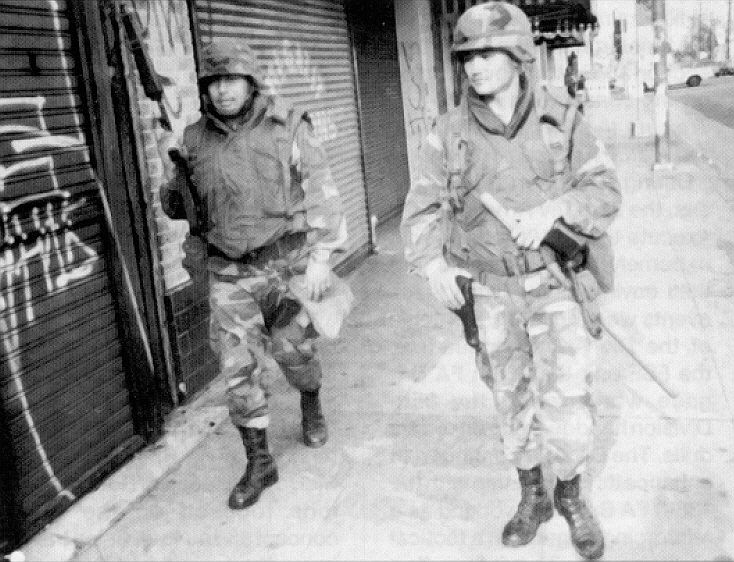
Soldati della Guardia Nazionale in pattugliamento a Los Angeles durante i disordini della rivolta del 1992

Durante la rivolta di Los Angeles del 1992, quando alcuni settori centro-meridionali della città piombarono nel caos, sovrastando ampiamente la capacità di controllo del Los Angeles Police Department, la NG della California fu mobilitata per concorrere al ristabilimento dell'ordine. Nella circostanza, vengono ascritti a quella NG cinque episodi di sparatorie contro supposti trasgressori del coprifuoco.

### XXI secolo

#### L'impegno di inizio secolo e la riorganizzazione del 2007

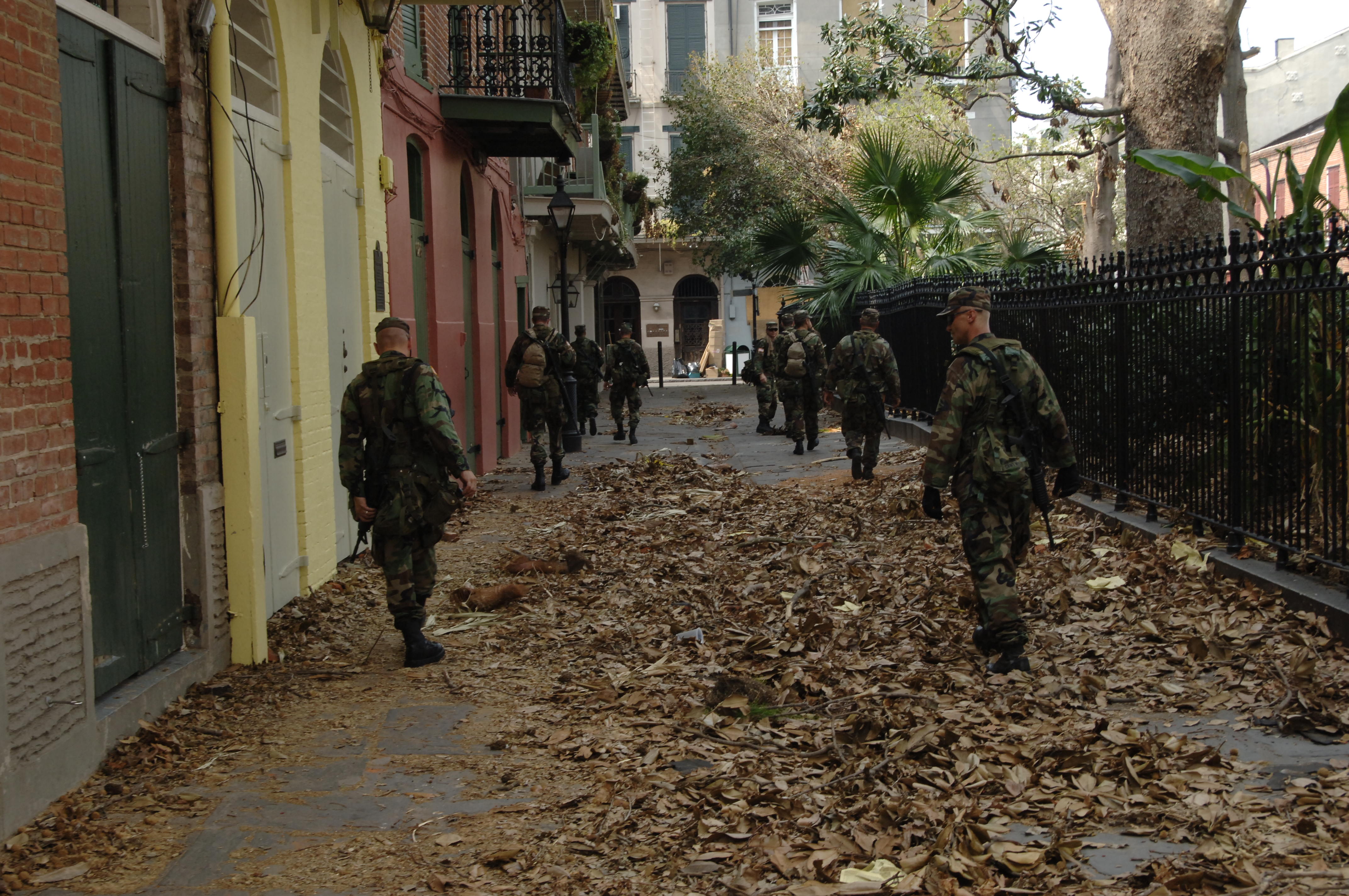
New Orleans, 2005. Personale dell'Oklahoma Army National Guard pattuglia le strade dopo il passaggio dell'uragano Katrina.

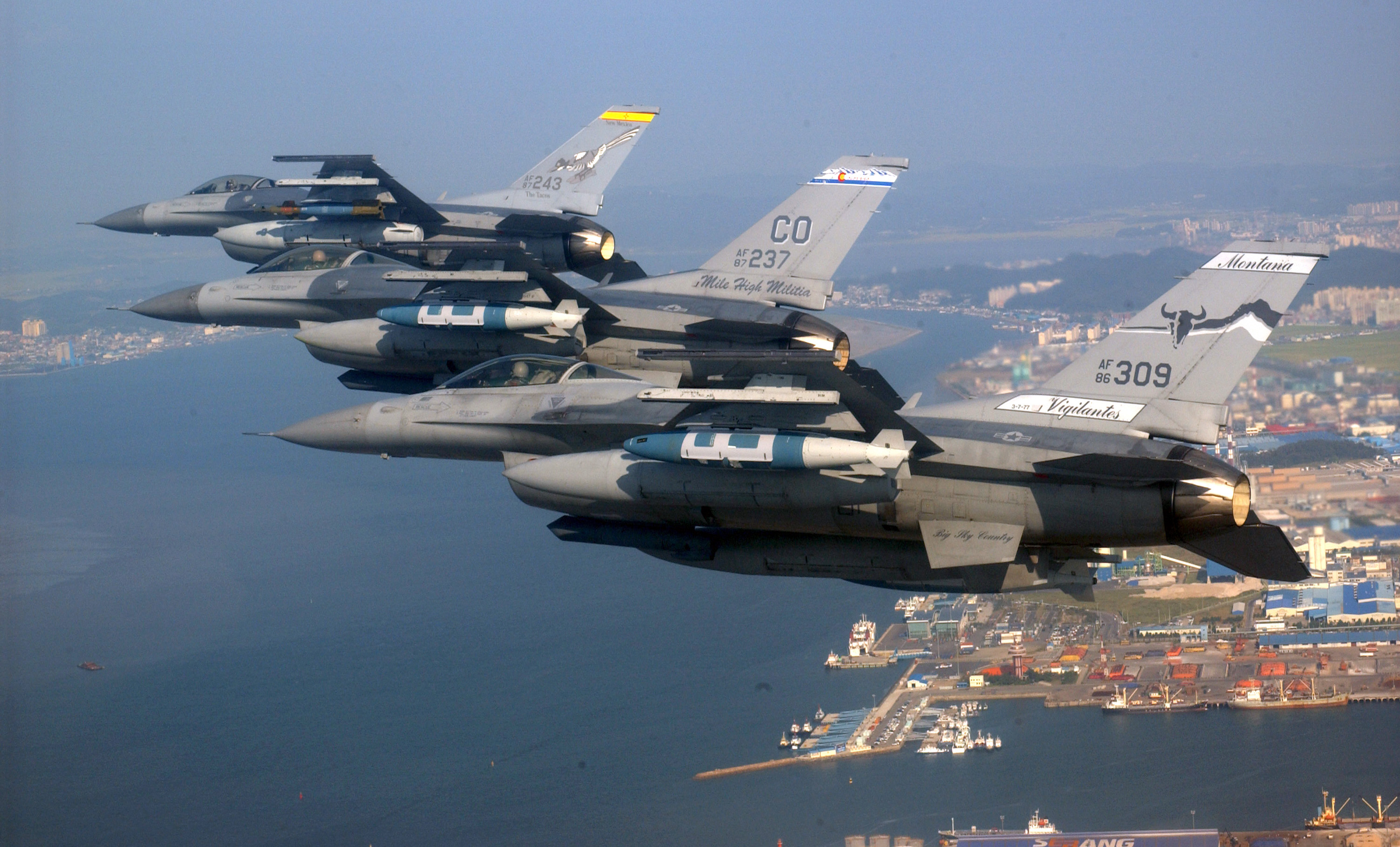
Una formazione di tre F-16 dell'Air NG sopra la città di Kunsan, Corea del Sud

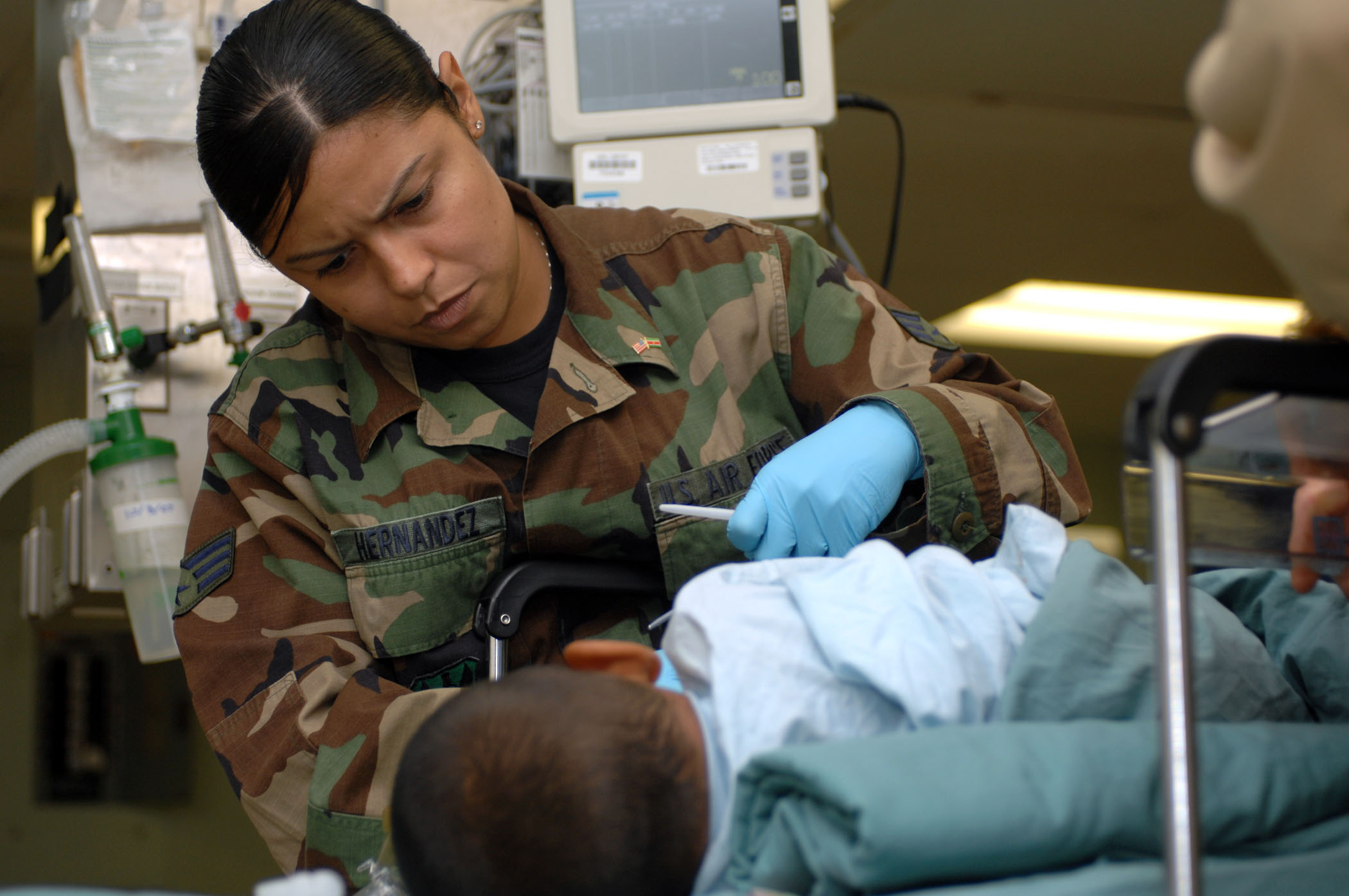
La U.S. National Guard Senior Airman Belitza Hernandez segue il decorso post-anestesia di un paziente nel quadro di una missione umanitaria a bordo della USNS Comfort (ottobre 2007)

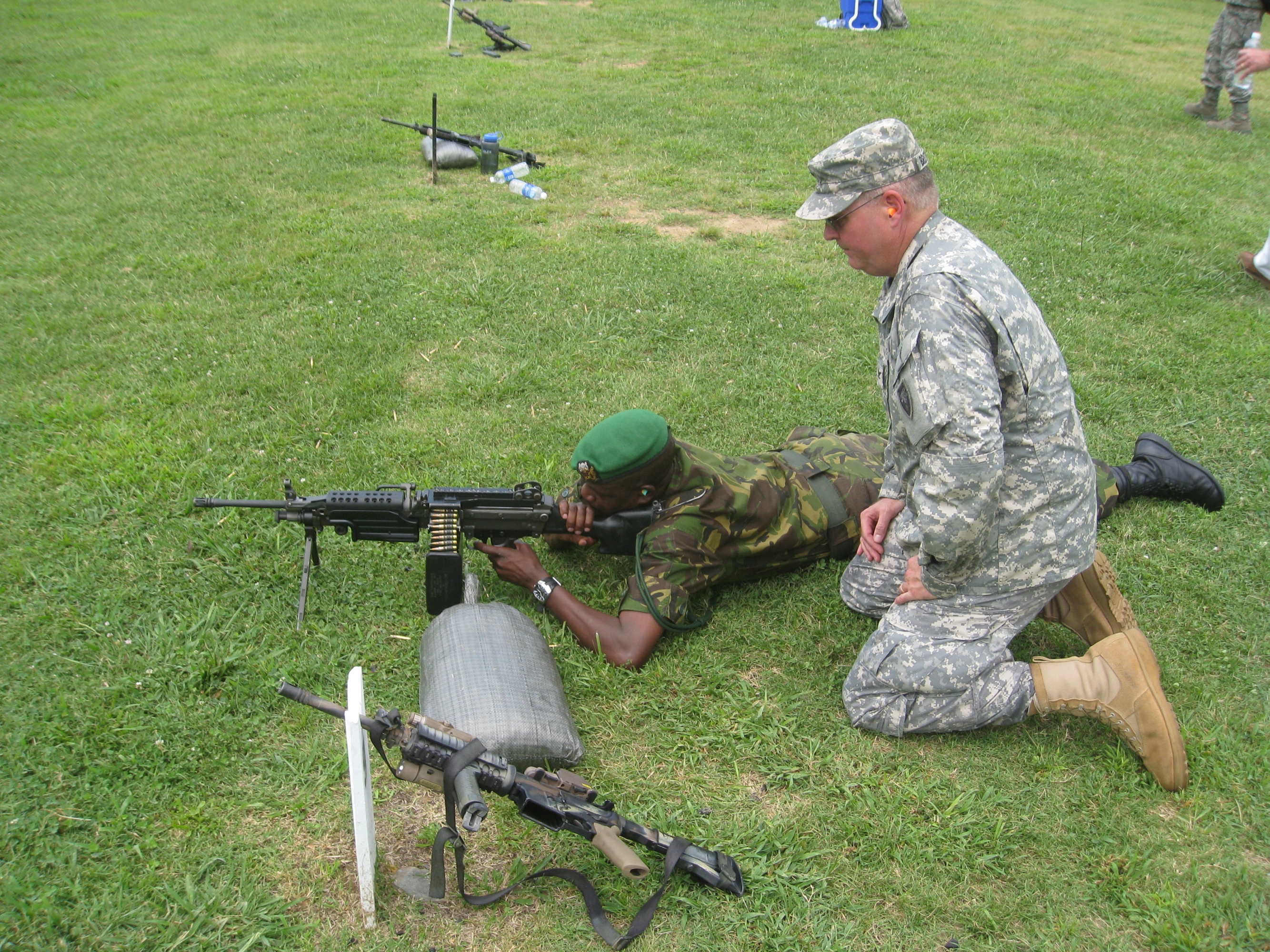
Addestramento congiunto tra alti ufficiali del Botswana e della North Carolina National Guard (Camp Butner, settembre 2009)

Le unità NG giocarono un ruolo determinante nel fornire sicurezza e nell'assistere le azioni di soccorso dopo l'uragano Katrina, nel settembre 2005. I membri e i riservisti coprirono una quota di personale combattente di prima linea maggiore che in ogni altro periodo della storia americana (circa il 43% in Iraq e il 55% in Afghanistan). Stando a una statistica dell'"U.S. Defense Department" c'erano 183 366 tra riservisti e personale in servizio attivo in tutta la nazione, da cui dipendevano economicamente circa 300 000 familiari.
Nel gennaio e febbraio 2007, furono attivati membri della NG da otto Stati per aiutare a sgombrare la neve, lanciare fieno per il bestiame affamato, consegnare cibo e generi di prima necessità per le persone che si erano rifugiate nelle case e non potevano allontanarsene, favorire il controllo del traffico e assistere i conducenti bloccati in occasione di tormente che avevano scaricato metri di neve sul paese.
Nello stesso anno l'"Army National Guard" intraprese una riorganizzazione in 28 brigade combat teams e 78 brigate di supporto nel quadro dell'"Army's transformation plan".
A riorganizzazione completata, le brigate si ritrovarono con 3-4 000 soldati, laddove la precedente organizzazione dell'esercito era principalmente strutturata su grandi divisioni, soprattutto meccanizzate, da circa 15 000 soldati ciascuna.

#### L'intervento a Haiti nel 2010

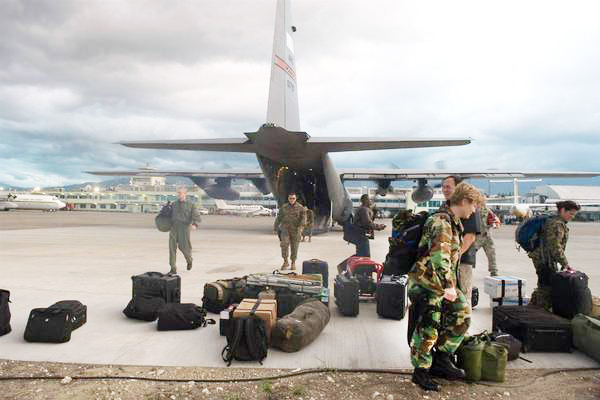
Gennaio 2010, Port-au-Prince (Haiti). Avieri dell'Ohio Air National Guard's 179th Airlift Wing sbarcano soccorsi per i terremotati. L'unità nominata ha partecipato con due C-130 e cinque equipaggi di stanza a Mansfield (Ohio).

La NG fu impegnata, assieme ad altre forze armate statunitensi, nelle operazioni di stabilizzazione / assistenza umanitaria conseguenti al terremoto di Haiti del 2010. In particolare, quanto meno la New York Air National Guard, la West Virginia Air National Guard (167th Airlift Wing) e la Ohio Air National Guard (179th Airlift Wing) intervennero per realizzare il ponte aereo che in un tempo ragionevolmente breve scaricò sull'isola un assai rilevante numero di persone e materiali.

#### Rivolta di Los Angeles del 2025
L'8 giugno 2025, su ordine del Presidente degli Stati Uniti d'America Donald Trump, viene mobilitata la Guardia Nazionale a Los Angeles per sedare la protesta e la rivolta contro l'ICE per gli arresti di massa degli immigrati negli Stati Uniti.

## Organizzazione
- National Guard Bureau
  - Alaska National Guard
  - Alabama National Guard
  - Arizona National Guard
  - Arkansas National Guard
  - California National Guard
  - Indiana National Guard
  - Kansas National Guard
  - Maine National Guard
  - Massachusetts National Guard
  - New York National Guard
  - Oregon National Guard
  - West Virginia National Guard

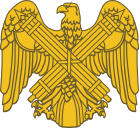
Distintivo del National Guard Bureau Officer Branch of Service

Il National Guard Bureau, indica le direttive e il fabbisogno finanziario per l'addestramento delle unità di Army National Guard e Air National Guard di ciascuno Stato, nonché l'allocazione dei fondi federali ad "Army National Guard of the United States" e "Air National Guard of the United States".
È guidato dal capo del National Guard Bureau, l'ufficiale di grado più alto della Guardia Nazionale, che fa parte dello Joint Chiefs of Staff, che è coordinato dal Capo dello stato maggiore congiunto degli Stati Uniti.

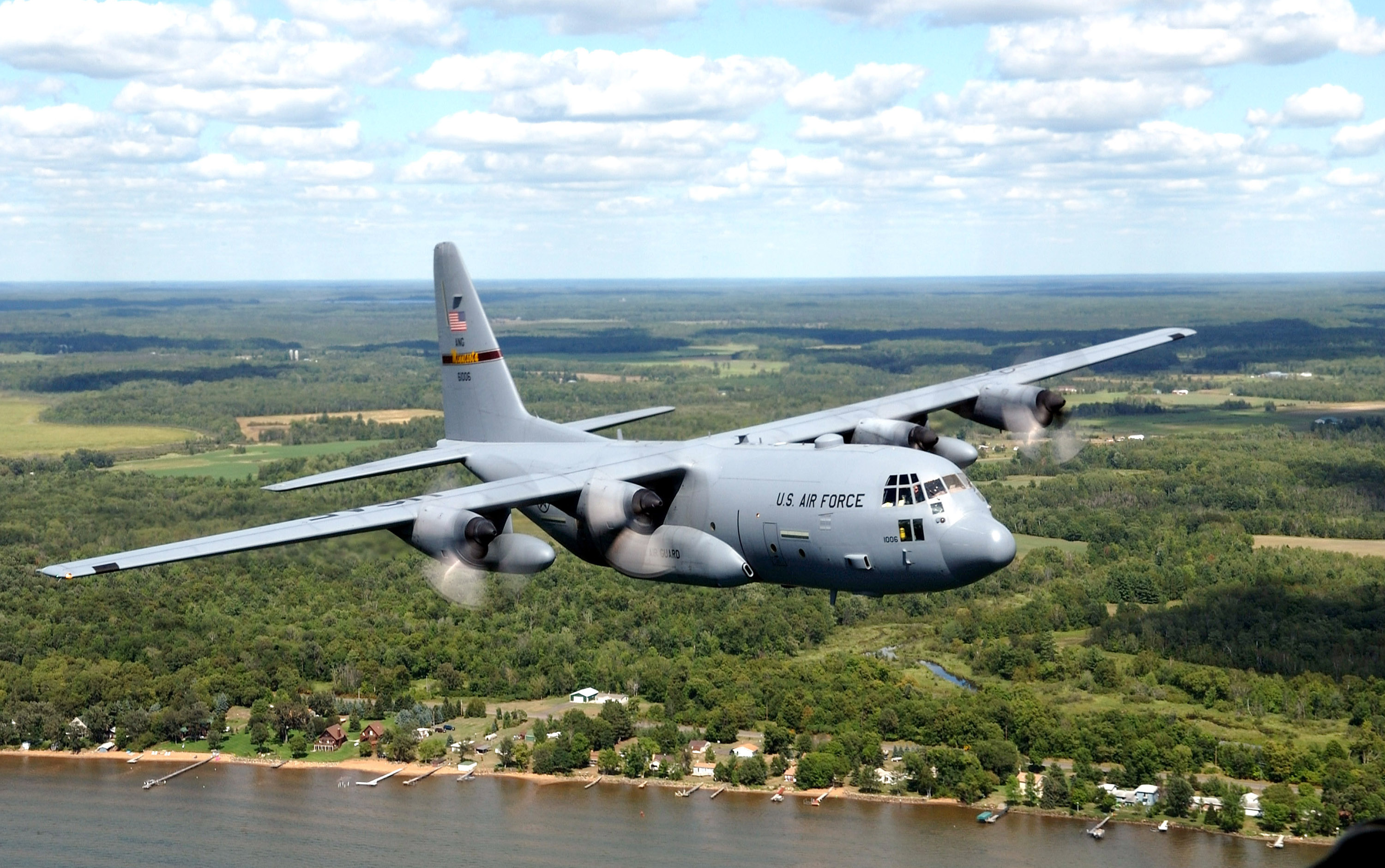
Un C-130 del "133rd Airlift Wing Minnesota Air National Guard" in addestramento sopra Mille Lacs Lake, Nord Minnesota, agosto 2006.

Le unità dell'Army National Guard sono addestrate ed equipaggiate come parti dello US Army. Anche le unità aeree erano assimilate all'esercito fino all'entrata in vigore del National Defense Act of 1947. Le unità dell'Air National Guard sono addestrate ed equipaggiate come parti dell'USAF. Da entrambi ci si aspetta che aderiscano ai medesimi standard morali e fisici dei loro equivalenti federali "a tempo pieno". Si usano i medesimi gradi e distintivi, e i National Guardsmen possono ricevere tutte le onorificenze militari statunitensi. La NG conferisce anche una serie di state awards (premi locali) per benemerenze nel servizio reso nello Stato di appartenenza del milite NG. La NG dispone anche di due gruppi di forze speciali, il 19º e il 20º Special Forces Group (SFG). Dispone inoltre della base militare di Camp Butner, gestita dalla GN del Carolina del Nord.

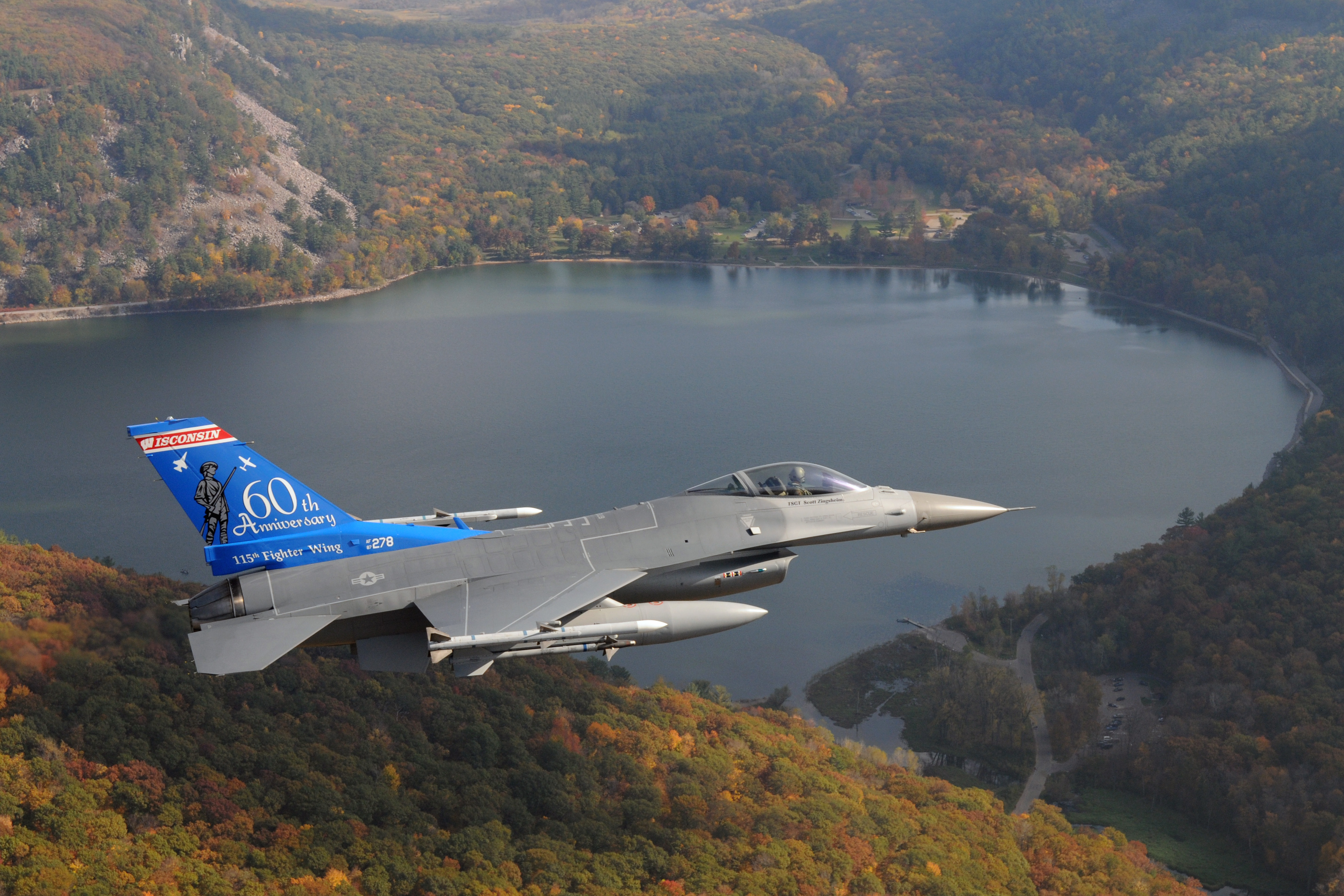
Un F-16 sopra Devil's Lake, Wisconsin. Sul timone di coda è ben visibile il logo della NG.

Tradizionalmente, la maggior parte del personale NG presta servizio un weekend al mese, due settimane l'anno (l'espressione è anche, o soprattutto, uno slogan propagandistico), benché gli effettivi di reparti altamente operativi o impegnati gravosamente siano attivati assai più spesso. Ne sono tipici esempi: piloti, navigatori ed equipaggio in assegnazioni di volo attive, principalmente nell'Air NG, e in minor misura nell'Army NG. Un numero significativo fa servizio praticamente a tempo pieno in ruoli quali Active Guard and Reserve (AGR) o Air Reserve Technician o Army Reserve Technician (ART).
La National Guard è ripartita secondo un'organizzazione territoriale, in unità stanziate in ciascuno dei 50 Stati e nei territori diversi dagli Stati che fanno sempre parte degli USA, e opera sotto le direttive dei rispettivi governatori e adjutant generals. Quelle autorità possono richiedere l'intervento della National Guard anche in caso di calamità quali uragani, inondazioni e terremoti.
È composta da circa 450 000 riservisti (130 000 la componente aerea con circa un migliaio di velivoli) e la più numerosa è la Texas National Guard con circa 20 000 uomini.

## Competenze e funzioni
Ai sensi del Titolo 10 e del Titolo 32 dello United States Code, la National Guard di ciascuno Stato federato svolge un ruolo di difesa di prima linea per gli USA.
Ai sensi del titolo 10 dello United States Code:
(a) La militia degli Stati Uniti consiste di tutti i maschi fisicamente idonei che abbiano compiuto i 16 anni e, eccetto quanto enunciato nella sezione 312 del titolo 32, che non abbiano compiuto 45 anni che sono, o abbiano fatto dichiarazione dell'intenzione di diventare, cittadini degli Stati Uniti e femmine cittadine degli Stati Uniti che sono membri della National Guard.

(b) Le classi della militia sono—
(1) l'organized militia, che consiste di National Guard e Naval Militia; e
(2) la unorganized militia, che consiste di membri della militia che non sono membri della National Guard o della Naval Militia.

Previo consenso del governatore di uno Stato federato degli Stati Uniti d'America, membri o reparti della National Guard "locale" (del singolo Stato federato) possono essere assegnati o schierati come membri/reparti delle forze armate riconosciute a livello federale in servizio attivo o inattivo. Da tale riconoscimento scaturisce l'inclusione nella National Guard federale. Sempre con il consenso del relativo governatore, la National Guard di ciascuno Stato può essere impiegata in servizio federale per respingere un'invasione o reprimere rivolte. Può svolgere servizio di polizia/ordine pubblico federale se gli USA o parte di loro vengono invasi o sono in pericolo di invasione per opera di una nazione straniera, o se sia in corso una ribellione contro il governo federale — o ve ne sia il pericolo. Però, a differenza di "US Army" e altre forze armate, la National Guard (finché opera con lo status di forza del singolo Stato federato) non può lasciare il suolo americano.
La National Guard può essere mobilitata solo se il Presidente non è in grado di mettere in esecuzione le leggi statunitensi con l'assistenza delle forze regolari. Abbiamo accennato a grandi linee a quella che è la disciplina legale del servizio della National Guard, con le distinzioni tra National Guard in servizio state (singolo Stato federato) e National Guard in servizio federal; tuttavia, sul piano della vita quotidiana, le due possibili anime della NG coesistono in modo così sovrapposto che normalmente si usa l'espressione National Guard senza troppo sottilizzare sulle due accezioni della locuzione.
Le unità della NG possono essere mobilitate per il servizio attivo, durante il tempo di guerra o di emergenza nazionale dichiarato dal Congresso, dal Presidente o dal Segretario della Difesa per integrare le forze armate regolari. Possono anche essere poste in servizio attivo nei loro rispettivi Stati previa dichiarazione dello stato di emergenza per opera del governatore dello Stato o territorio a cui appartengono; per quanto riguarda il Distretto di Columbia, è compito del Commanding General. A differenza dei membri dell'"Army Reserve", i componenti della NG non possono essere richiamati individualmente, tranne che nella forma dei trasferimenti volontari e "Temporary Duty Assignments" (TDY) (con espressione latina detti anche per diem, ossia "a giornata").

## Il periodo di mobilitazione
Prima degli attentati dell'11 settembre 2001, la politica generale della NG in fatto di mobilitazione era che ai guardsmen fosse richiesto di servire per non più di un anno cumulativo di incarico attivo (ulteriormente limitato a sei mesi se all'estero) nell'arco di cinque anni di addestramento regolare. A causa delle gravose richieste che hanno interessato le unità in servizio attivo dopo gli attacchi in questione, il potenziale periodo di mobilitazione è stato elevato a 18 mesi (non più di un anno per il servizio all'estero). Ulteriori esigenze operative sono derivate alla guerra in Iraq, tanto che il periodo di reale mobilitazione di un guardsman è stato elevato a 24 mesi.
In seguito alla riorganizzazione del 2007, il Segretario di Stato alla Difesa Robert Gates nel primo trimestre di quell'anno annunciò cambiamenti nella politica d'impiego della NG orientati a produrre dispiegamenti più brevi e più prevedibili per le truppe della NG (un anno di servizio al massimo ogni cinque anni per ciascun membro della NG; i periodi d'impiego non devono superare l'anno). Prima di questa data, le truppe NG dispiegate per un servizio standard di un anno in Iraq o Afghanistan avrebbero servito per 18 mesi o più, compreso il periodo di addestramento e i trasferimenti. Durante il periodo transitorio, tra le truppe in procinto d'impiego o attualmente impiegate, alcune avrebbero sostenuto richiami più frequenti rispetto al termine "di rispetto" dei cinque anni di cui abbiamo parlato. "Il ciclo uno-ogni-cinque-anni non comprende le attivazioni per emergenze del [singolo] Stato".
Il modo di dire "un weekend al mese, due settimane l'anno" ha avuto il culmine di rilevanza in seguito alla guerra d'Iraq, quando circa il 28% delle forze USA in Iraq e Afghanistan alla fine del 2007 era rappresentato da personale mobilitato della National Guard e altre componenti della riserva militare.

## Aspetti di diritto pubblico

### Il fondamento costituzionale

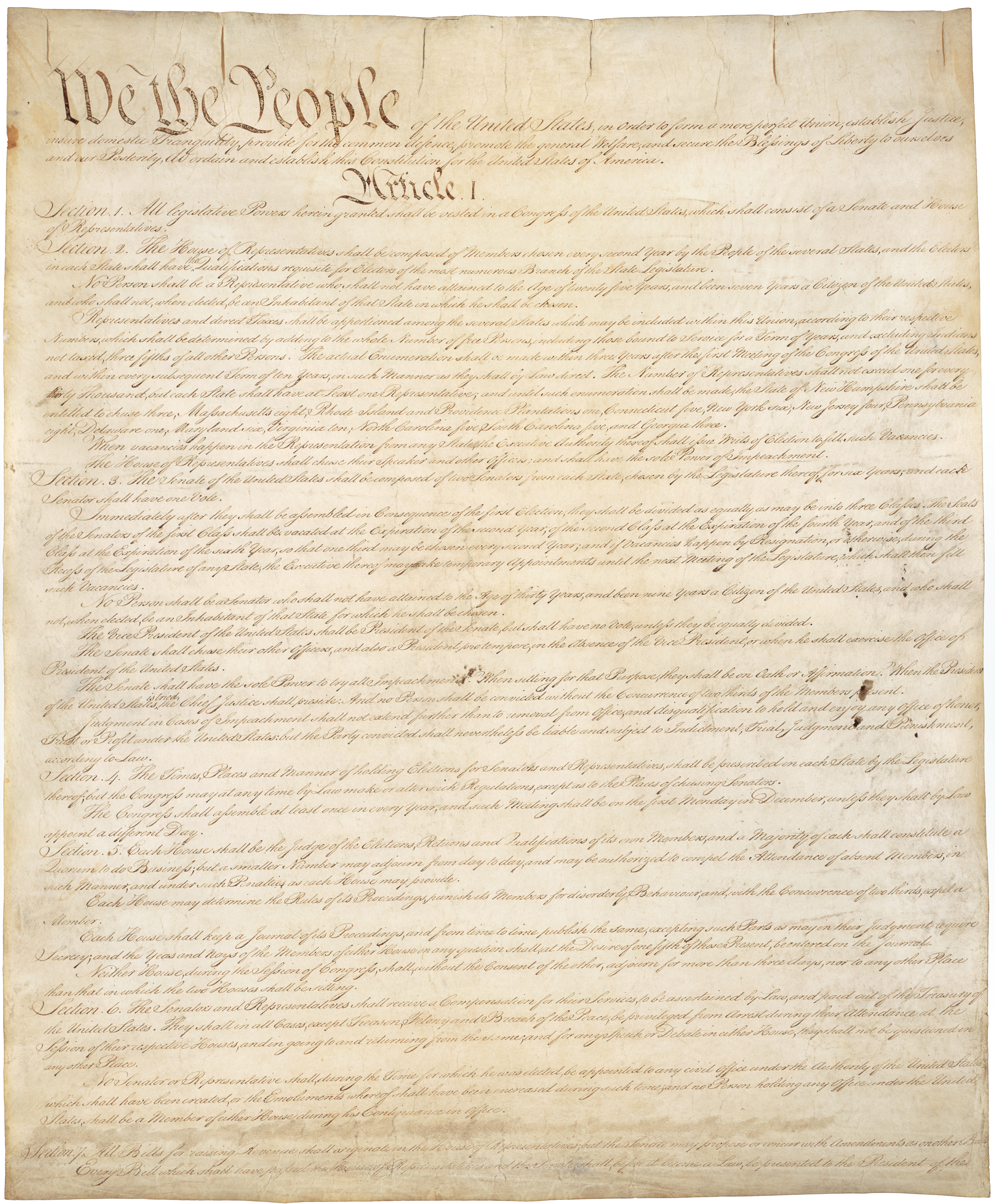
Articolo 1 della Costituzione USA

La NG è prevista dalla Costituzione degli Stati Uniti. In origine, la Costituzione limitava il dispiegamento di "militias" dei vari Stati: senza l'approvazione del Congresso, gli Stati non possono "tenere Truppe, o Navi da Guerra in tempo di Pace,… o entrare in Guerra, a meno che effettivamente invasi, o in Pericolo tanto imminente che non ammetterà ritardo." (Articolo I, Sezione 10; Clausola 3) Il Congresso, comunque, aveva il dovere di proteggere gli Stati da invasioni e violenze interne (Articolo IV, Sezione 4).
Non esiste tuttavia una "Naval National Guard" a causa di una restrizione costituzionale alla possibilità degli Stati di possedere navi da guerra in tempo di pace, sebbene Alaska, California, New Jersey, New York, Carolina del Sud, Texas e Ohio abbiano incorporato unità di "Naval Militia", e la United States Coast Guard abbia prerogative militari in tempo di guerra.
Le "militias" degli Stati non sono interamente indipendenti, tuttavia, poiché possono essere "federalizzate". Secondo l'Articolo I, Sezione 8; Clausola 15, al Congresso degli Stati Uniti è concesso il potere di approvare leggi per "richiamare la Militia per far rispettare le Leggi dell'Unione, sopprimere Insurrezioni e respingere Invasioni."
Il Congresso può stanziare fondi a sostegno delle militias degli Stati (clausola 12) e può:
Il presidente degli Stati Uniti è il comandante in capo delle militias degli Stati "quando chiamate in reale Servizio degli Stati Uniti". (Articolo II, Sezione 2).

### Normativa federale
Il ruolo della militia, conosciuta anche come servizio e dovere militare, negli Stati Uniti è complesso e si è evoluto nel tempo. Il vocabolo può essere usato per descrivere molti gruppi sociali negli USA. Eccone alcune definizioni:
- La organized militia creata dal "Militia Act of 1903",[11] che prendeva le mosse dal Militia Act of 1792,[70] e consiste delle forze di militia dello Stato [federato], segnatamente la National Guard e la Naval Militia.[51][71]
- La reserve militia[72] o unorganized militia, ugualmente discendente dal Militia Act of 1903, che in pratica comprende chiunque sia (potenzialmente) soggetto alla leva militare.[71]
- Una select militia è composta di una piccola e non-rappresentativa porzione della popolazione, spesso politicizzata.[73]
- Una private militia, che scaturisce da individui non-ufficialmente organizzati che hanno formato strutture paramilitari basate su una personale interpretazione del concetto di militia.

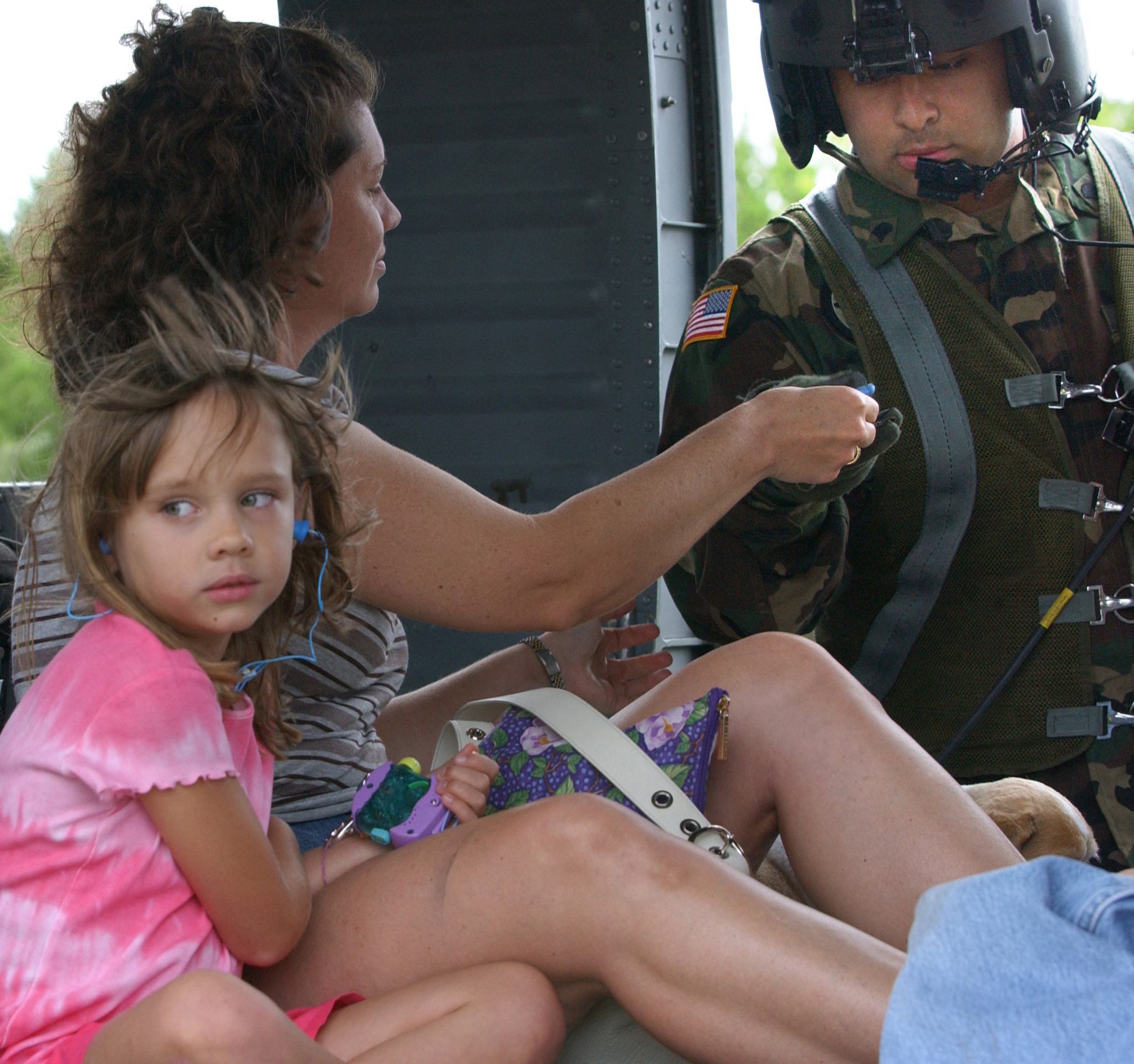
Giugno 2007. Civili soccorsi da un elicottero UH-60 Blackhawk della Texas Army National Guard in occasione dell'alluvione che colpì la Contea di Burnet.

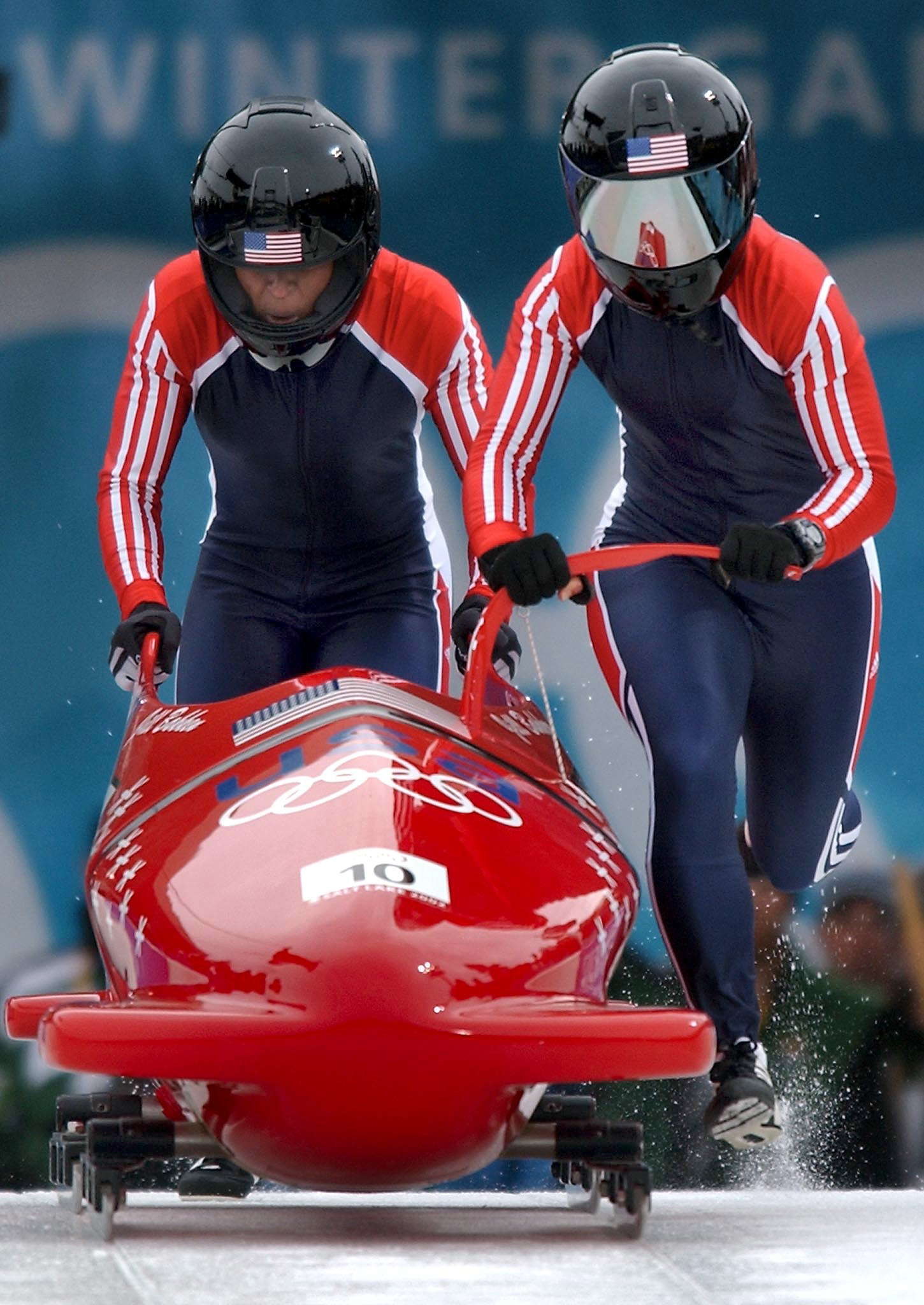
Jill Bakken (a destra) e Vonetta Flowers che vinsero con "USA 2" la medaglia d'oro del bob a due femminile nei Giochi olimpici invernali del 2002 (Park City, Utah, febbraio 2002)

Il Congresso ha emanato svariate leggi che in tema di NG.
1. Militia Act of 1792[70]
Conferisce al Presidente l'autorità di chiedere l'intervento della Militia, e indica gli standard federali per l'organizzazione della Militia.

1. Insurrection Act[75]
2. Militia Act of 1862[76]
Istituisce il servizio per persone di origini africane nella Militia e l'emancipazione degli schiavi posseduti dai confederati.[77]
3. Title 18, U.S. Code, Section 1385: The Posse Comitatus Act of 18 June 1878
La reazione in Congresso contro le sospensioni dell'era della Ricostruzione per gli Stati ex sudisti del diritto di organizzare militias portò all'approvazione del Posse Comitatus Act, limitando l'uso da parte di chicchessia dello US Army e, secondo il successivo emendamento, dell'US Air Force per ristabilire l'ordine sul territorio nazionale (l'uso della US Navy e del Marine Corps, essendo servizi di personale in uniforme nell'ambito del Department of Defense, è analogamente limitato per statuto).[78] La US Coast Guard, nel suo servizio in tempo di pace alle dipendenze del Department of Homeland Security, e la NG, quando non assegnata al Federal Service, sono specificamente non limitate da questo atto legislativo.

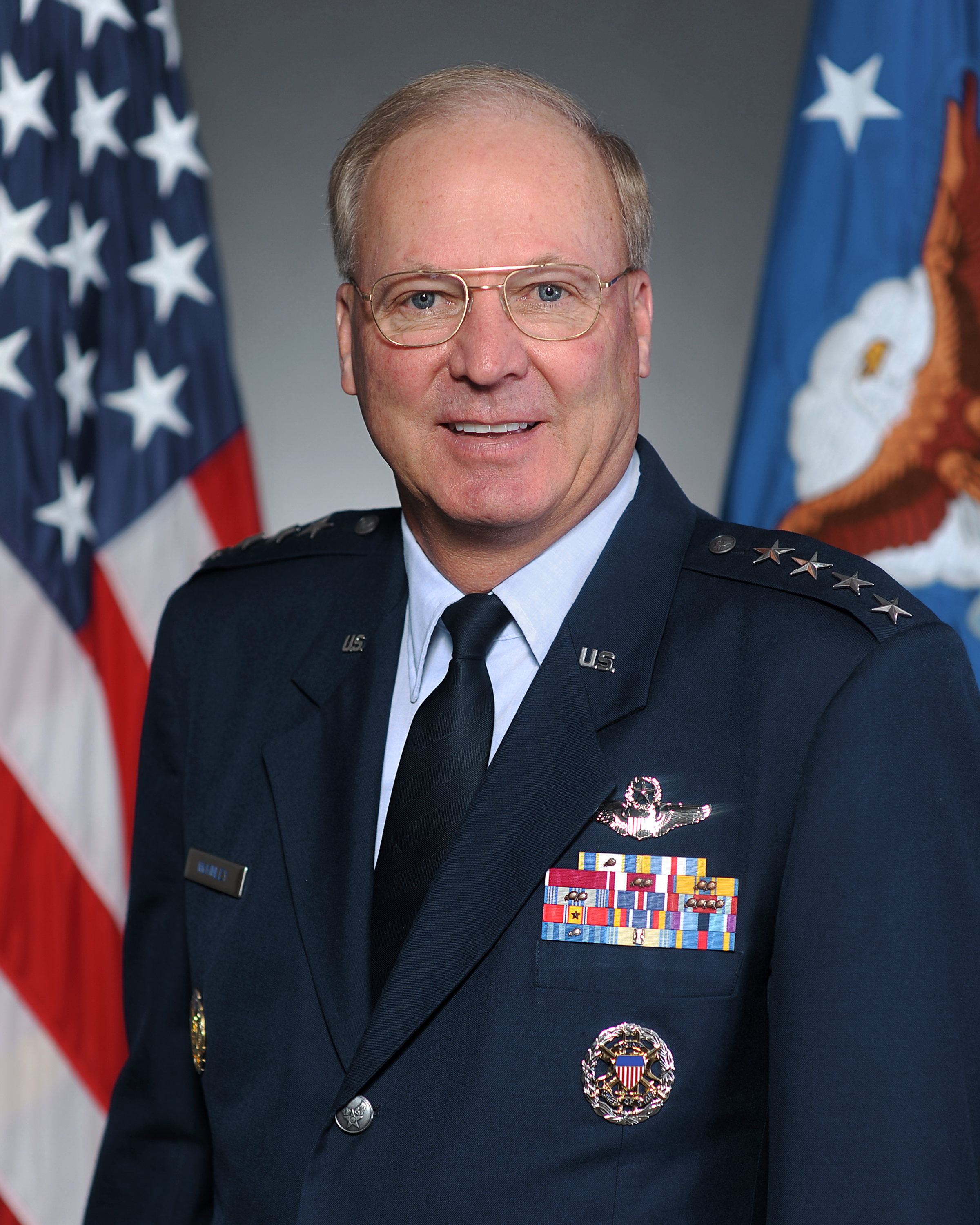
Il 26º comandante, generale Craig R. McKinley; nato nel 1952, è stato il primo ufficiale della NG ad aver raggiunto il grado di generale a 4 stelle (foto del dicembre 2008)

1. Gli Stati rivedono i codici militari - dal 1881 al 1892[81]
2. Militia Act of 1903[11]
Statuì la creazione della NG quale primaria forza organizzata della riserva per le forze armate statunitensi.
3. National Defense Act of 1916[82]
Questa legge abbandonò l'idea di un Regular Army (esercito regolare)[83] espandibile e fondò saldamente il concetto tradizionale di esercito di cittadini come chiave di volta della difesa statunitense. Asseverava il concetto di unire la NG — la Army Reserve (riserva dell'esercito) — e lo stesso Regular Army americano in tempo di guerra. Inoltre espandeva il ruolo della NG, e garantiva lo status delle militias come primaria forza di riserva dell'esercito. La legge sancì l'uso del termine National Guard per tale forza, e fu attribuito al Presidente il potere, in caso di guerra o emergenza nazionale, di mobilitare la NG per la durata dell'emergenza. Il numero di addestramenti annuali salì da 24 a 48, ciascuno per un numero di giorni che da cinque passava a 15. Per la prima volta fu autorizzata la rimunerazione del periodo addestrativo.
4. National Defense Act Amendments of 1920[84]
Il provvedimento stabilì che il capo del Militia Bureau (poi divenuto National Guard Bureau) sarebbe stato un ufficiale della NG, che gli ufficiali della NG sarebbero stati assegnati al gruppo direttivo generale e che le divisioni, come avvenuto nella prima guerra mondiale, sarebbero state riorganizzate.
5. National Guard Mobilization Act, 1933[85]
Rese la NG parte integrante dello US Army.
6. National Defense Act of 1947[86]
La Sezione 27 (f) istituì la Air National Guard of the United States, subordinata al National Guard Bureau.
7. Total Force Policy, 1973[87]
Impone che tutte le organizzazioni militari, attive e della riserva, siano trattate come un'unica forza.
8. Montgomery[88] Amendment to the National Defense Authorization Act for Fiscal Year 1987[89]
dispone che un governatore non può negare il consenso rispetto all'impiego attivo fuori dagli Stati Uniti per una qualunque obiezione alla località, allo scopo, al tipo o al programma di tale impiego. Questa legge è stata impugnata davanti alla Corte Suprema degli Stati Uniti, che l'ha confermata nella causa del 1990 "Perpich v. Department of Defense".[90]
9. John Warner Defense Authorization Act of 2007 Pub.L. 109-364[91]
La legge federale è stata cambiata nella sezione 1076, per modo che il governatore di uno Stato non è più l'esclusivo comandante in capo della rispettiva NG durante l'emergenza "interna" allo Stato medesimo. Il Presidente degli Stati Uniti avrebbe adesso facoltà di avocare il totale controllo delle unità NG di uno Stato senza il consenso del suo governatore.[92] In una lettera del 2006 al Congresso tutti e 50 i governatori avevano già contestato l'accresciuto potere del presidente sulla NG.[93]
10. National Defense Authorization Act 2008 Pub.L. 110-181[94]
Revoca le previsioni della sezione 1076 ut supra, ma permette ancora al presidente di chiamare la NG al servizio attivo federale durante le situazioni sanzionate dal Congresso come emergenze nazionali o guerra. Pone il National Guard Bureau alle dirette dipendenze del Ministero della Difesa come una risorsa condivisa. Promuove il Chief of the National Guard Bureau dal rango di generale a tre stelle alla dignità delle quattro stelle.

## Presidenti che hanno prestato servizio nella NG
Il servizio nella "militia" era (ed è tuttora) una caratteristica comune nella biografia dei presidenti USA. Diciotto presidenti USA su 44 hanno servito nelle "militias" coloniali o degli Stati, e due hanno servito nella NG (ovviamente) dopo la sua fondazione (1903). Per l'esattezza, tre sono stati membri delle "militias" coloniali (George Washington, Thomas Jefferson e James Madison), 15 nelle "militias" degli Stati, uno nell'Army NG (Harry S. Truman) e uno (George W. Bush) nell'Air NG.

## Comandanti
| N° ord.      | Nome                          | Forza armata            | Da                | A                 |
| ------------ | ----------------------------- | ----------------------- | ----------------- | ----------------- |
| 1            | COL Erasmus M. Weaver, Jr.    | United States Army      | 14 febbraio 1908  | 14 marzo 1911     |
| 2            | BG Robert K. Evans            | United States Army      | 15 marzo 1911     | 31 agosto 1912    |
| 3            | MG Albert L. Mills            | United States Army      | 1º settembre 1912 | 18 settembre 1916 |
| 4            | MG William A. Mann            | United States Army      | 26 ottobre 1916   | 26 novembre 1917  |
| 5            | MG General Jessie Mcl. Carter | United States Army      | 26 novembre 1917  | 15 agosto 1918    |
| 6            | MG George C. Rickards         | United States Army      | 29 giugno 1921    | 28 giugno 1925    |
| 7            | MG Creed C. Hammond           | United States Army      | 29 giugno 1925    | 28 giugno 1929    |
| (Ad interim) | COL Ernest R. Redmond         | United States Army      | 29 giugno 1929    | 30 settembre 1929 |
| 8            | MG William G. Everson         | United States Army      | ottobre 1, 1929   | 30 novembre 1931  |
| 9            | MG George E. Leach            | United States Army      | Dicembre 1, 1931  | 30 novembre 1935  |
| (Ad interim) | COL Harold J. Weiler          | United States Army      | 1º dicembre 1935  | 16 gennaio 1936   |
| (Ad interim) | COL John F. Williams          | United States Army      | 17 gennaio 1936   | 30 gennaio 1936   |
| 10           | MG Albert H. Blanding         | United States Army      | 31 gennaio 1936   | 30 gennaio 1940   |
| 11           | MG John F. Williams           | United States Army      | 31 gennaio 1940   | 30 gennaio 1944   |
| (Ad interim) | MG John F. Williams           | United States Army      | 31 gennaio 1944   | 31 gennaio 1946   |
| 12           | MG Butler B. Miltonberger     | United States Army      | 1º febbraio 1946  | 29 settembre 1947 |
| 13           | MG Kenneth F. Cramer          | United States Army      | 30 settembre 1947 | 4 settembre 1950  |
| (Ad interim) | MG Raymond H. Fleming         | United States Army      | 5 settembre 1950  | 13 agosto 1951    |
| 14           | MG Raymond H. Fleming         | United States Army      | 14 agosto 1951    | 15 febbraio 1953  |
| (Ad interim) | Maj Gen Earl T. Ricks         | United States Air Force | 16 febbraio 1953  | 21 giugno 1953    |
| 15           | MG Edgar C. Erickson          | United States Army      | 22 giugno 1953    | 31 maggio 1959    |
| (Ad interim) | Maj Gen Winston P. Wilson     | United States Air Force | 1º giugno 1959    | 19 luglio 1959    |
| 16           | MG Donald W. McGowan          | United States Army      | 20 luglio 1959    | 30 agosto 1963    |
| 17           | Maj Gen Winston P. Wilson     | United States Air Force | 31 agosto 1963    | 31 agosto 1971    |
| 18           | MG Francis S. Greenlief       | United States Army      | 1º settembre 1971 | 23 giugno 1974    |
| 19           | LTG La Vern E. Weber          | United States Army      | 16 agosto 1974    | 15 agosto 1982    |
| 20           | LTG Emmett H. Walker, Jr.     | United States Army      | 16 agosto 1982    | 15 agosto 1986    |
| 21           | LTG Herbert R. Temple, Jr.    | United States Army      | 16 agosto 1986    | 31 gennaio 1990   |
| 22           | Lt Gen John B. Conaway        | United States Air Force | 1º febbraio 1990  | 1º dicembre 1993  |
| (Ad interim) | MG Raymond F. Rees            | United States Army      | 1º gennaio 1994   | 31 luglio 1994    |
| 23           | LTG Edward D. Baca            | United States Army      | 1º ottobre 1994   | 31 luglio 1998    |
| 24           | Lt Gen Russell C. Davis       | United States Air Force | 4 agosto 1998     | 3 agosto 2002     |
| (Ad interim) | MG Raymond F. Rees            | United States Army      | 4 agosto 2002     | 10 aprile 2003    |
| 25           | LTG H Steven Blum             | United States Army      | 11 aprile 2003    | 17 novembre 2008  |
| 26           | Gen Craig R. McKinley         | United States Air Force | 17 novembre 2008  | 6 settembre 2012  |
| 27           | Gen Frank J. Grass            | United States Army      | 7 Settembre 2012  | 3 Agosto 2016     |
| 28           | Gen Joseph L. Lengyel         | United States Air Force | 3 Agosto 2016     | Oggi              |